# 冰龍
《冰龍》（英語：The Ice Dragon）是由美國作家喬治·R·R·馬丁創作的少年奇幻中篇小說，於1980年收錄在選集《Dragons of Light》中問世，Alicia Austin繪製插圖。該小說後來收錄在1987年的馬丁作品合集《Portraits of His Children》。2006年，該小說單獨出版成書，由Anne Yvonne Gilbert繪製插圖，2014年再度發行新版，由路易斯·絡約繪圖。
該小說的西班牙譯本《El dragón de hielo》贏得西班牙Ignotus Award最佳翻譯短篇小說。2005年，該小說的日文版入圍日本星雲獎最佳翻譯短篇小說。
馬丁曾在他的LiveJournal上發文稱，《冰龍》並不屬於《冰與火之歌》的世界觀，表示：「冰與火之歌的世界在我寫《冰龍》時還不存在。」雖然如此，一些宣傳仍稱《冰龍》與《冰與火之歌》設定在同一個世界。

## 劇情大綱
故事的主人翁是一名少女艾黛拉（Adara），住在國家北境，母親在寒冬生下她時過世。艾黛拉是與眾不同、個性冰冷的冬天女孩，和傳說會帶來凜冬的冰龍特別有緣。4歲時她第一次與冰龍近距離接觸，隔年第一次騎上了冰龍。
艾黛拉6歲時，家鄉因為氣候太冷而生活艱困，國家又面臨北方敵國的襲擊。眾人都往南逃難，艾黛拉之父不願離去，只讓艾黛拉的叔叔——龍騎士哈爾（Hal）帶走艾黛拉，可是艾黛拉不肯並躲了起來。在目睹哈爾被敵國的龍騎士殺死後，艾黛拉既無助又害怕，懇求冰龍帶她遠走高飛，可是又無法拋下被敵軍襲擊的父親。艾黛拉騎著冰龍與敵國的龍騎士對戰，冰龍以一敵三，最後敵人全滅，但冰龍也失去了生命。在這之後，艾黛拉與家人一起繼續生活，而她體內的冬天也離開了，變成一個溫暖的小女孩。

## 出版書籍
- Anne Yvonne Gilbert（英语：Anne Yvonne Gilbert）插圖版

| 書名 | 出版社                         | 出版日期 | 叢書 | 規格 | 頁數  | ISBN               | 備註  |
| ---- | ------------------------------ | -------- | ---- | ---- | ----- | ------------------ | ----- |
|      | Tom Doherty Associates（美國） | 2006年   |      |      | 106頁 | ISBN 9780765316318 | [ 6 ] |

- 路易斯·絡約（英语：Luis Royo）插圖版

| 書名 | 出版社                 | 出版日期 | 叢書 | 規格 | 頁數  | ISBN               | 備註  |
| ---- | ---------------------- | -------- | ---- | ---- | ----- | ------------------ | ----- |
|      | 麥米倫出版公司（美國） | 2014年   |      |      | 120頁 | ISBN 9780765378774 | [ 7 ] |

### 中譯本
- 路易斯·絡約插圖版

| 書名 | 出版社                         | 出版日期          | 叢書     | 規格   | 頁數  | ISBN                   | 備註         |
| ---- | ------------------------------ | ----------------- | -------- | ------ | ----- | ---------------------- | ------------ |
|      | 长江少年儿童出版社（中國大陸） | 2016年            |          |        | 129頁 | ISBN 9787556041497     | 譯者：屈畅   |
|      | 寂寞出版社（臺灣）             | 2019年4月（初版） | Soul(32) | 精裝書 | 128面 | ISBN 978-986-96018-9-4 | 譯者：蘇瑩文 |

## 改編計畫
2018年5月，華納動畫集團取得授權，即將把《冰龍》改編成動畫長片，馬丁擔任製片人，馬丁的經理Vince Geradis擔任執行製片。2022年10月，馬丁在一場David Anthony Durham主持現場直播訪談中表示，改編計畫仍將推進，且Durham將執筆電影劇本。